# Barranc de Biniaraix
El Barranc de Biniaraix és un canó càrstic que neix al pla de l'Ofre i, convertit ja en el Torrent de Biniaraix, passa per Biniaraix i desemboca al Torrent Major de Sóller. Està situat al terme municipal de Sóller (Mallorca) i té un gran valor patrimonial i paisatgístic gràcies a les marjades, els camins i les construccions de pedra en sec que conté, motiu pel qual és protegit amb la declaració de Bé d'Interès Cultural pel decret 119/1994 de la Conselleria de Cultura, Educació i Esports del Govern Balear.
Està dividit en nombroses petites propietats, i els seus vessants es troben escalonats amb marges de pedra en sec destinats al conreu d'oliveres. Un camí empedrat discorre tot el barranc en forma de viarany escalonat, que és una de les rutes excursionistes més conegudes de Mallorca i que es troba integrat a la Ruta de Pedra en Sec (GR 221). Aquest camí era abans molt important com a ruta de peregrinació entre la vall de Sóller i el Santuari de Lluc, alhora que donava accés al Pla de Mallorca a través d'Orient i Alaró. El camí consta de 1932 escalons.